# 千葉ウシノヒロバ
千葉ウシノヒロバ（ちばウシノヒロバ）は、千葉県千葉市若葉区にあるキャンプ場。前身の千葉市乳牛育成牧場から引き継いだ育成牧場を併設し、預託事業も行っている。

## 概要
前身である千葉市乳牛育成牧場は、初産前の育成乳牛を一時的に預かる預託施設として1968年（昭和43年）に開業。しかし、その後酪農家の減少や牛舎の老朽化などの理由から2020年3月末で廃止された。その跡地に成田ゆめ牧場を運営する株式会社秋葉牧場と株式会社chicabiが共同設立した株式会社千葉牧場が新たな観光拠点を開設することが公募によって決定され、2020年4月より預託事業が開始された。
キャンプ場としては、千葉市乳牛育成牧場の頃からの施設を再活用したり、新たに設置するなどして、同年10月に「千葉ウシノヒロバ」としてプレオープン。 2021年4月に宿泊ロッジの完成に伴いグランドオープンした。
千葉の文化に立脚した経営のため、キャンプ・預託だけでなく複数の事業を展開。観光事業、預託事業、農業関連事業、研究開発事業を軸に、特に地域社会に密着した事業に注力している。千葉県の農家と提携したマルシェイベントや近隣の学校への出張授業だけでなく、東京大学をはじめとした研究機関との産学連携事業も行っている。

## 沿革
- 1968年（昭和43年）
  - 千葉市乳牛育成牧場開業。
- 2019年（令和元年）
  - 民営化が決定。
- 2020年（令和2年）
  - 3月 千葉市乳牛育成牧場廃止。
  - 4月 株式会社千葉牧場による経営開始。
  - 10月 千葉ウシノヒロバプレオープン（キャンプサイト・牛とのふれあい体験・マルシェ）
- 2021年（令和３年）
  - 4月 1次オープン（宿泊ロッジ）
  - 10月 第55回日本サインデザイン賞 入選
  - 11月 日本空間デザイン賞 サステナブルデザイン賞 受賞

- 2022年（令和４年）
  - 3月 千葉市都市文化賞「景観まちづくり部門」優秀賞 受賞
  - 4月 千葉県建築文化賞 優秀賞 受賞
  - 10月 グッドデザイン賞 受賞

- 2023年（令和５年）
  - 9月 千葉市と「災害時等における施設の提供協力に関する協定」を締結
  - 11月 DJみそしるとMCごはんによるBBQライブイベント「ウシノヒロバでジャスタジスイ」開催

## 主な施設
- 大屋根ガーデンYAHHO
- キャンプパーク
- 育成牧場
- キッズスペース わかばのとまりぎ
- ミルクバースタンド 26時の抱擁
- あおぞら図書館

## 施設情報

### 基本情報
- 営業時間
  - 9時00分 - 17時00分

- 定休日/休業日
  - 月曜、火曜、水曜
  - 2月（冬季休業）

- 駐車場
  - 約200台（有料）

- 入園料（千葉市在住者への割引価格）
  - 大人550円（220円）
  - 子ども（3歳～小学生）330円（110円）
  - 乳幼児（3歳未満）無料

## 交通
- 公共交通機関（最寄り駅からのタクシーの所要時間）
  - 千葉都市モノレール2号線
    - 千城台駅より10分

  - JR東日本
    - 総武本線 八街駅より約20分
    - 外房線 鎌取駅より約20分
    - 外房線 土気駅より約25分
- 自動車
  - 千葉東金道路高田ICを降りて約10分
  - 東関東自動車道佐倉ICを降りて約20分